# Anisopodus gracillimus
Anisopodus gracillimus là một loài bọ cánh cứng trong họ Cerambycidae.